# Rue Jobert-Lucas
La  rue Jobert-Lucas  est une voie de la commune de Reims, située au sein du département de la Marne, en région Grand Est.

## Situation et accès
La Rue Jobert-Lucas appartient administrativement au Quartier Laon Zola - Neufchâtel - Orgeval à Reims.

## Origine du nom
Elle porte le nom de Pierre Jobert-Lucas (1766-1841) qui fut maire de Reims et député de la Marne.

## Historique
En 1887 la « rue Boudsocq » est rebaptisée « rue Jobert-Lucas ».